# 開幕投手
開幕投手（かいまくとうしゅ）とは、野球における開幕戦の先発投手を指す。
開幕投手はペナントレースの最初の試合（開幕試合）に登板する先発投手であり各チームを代表する投手が投入される。開幕試合は特別な意味を持つという意見と開幕試合も長いペナントレースの単なる1試合であるという意見があるが、実際のところ開幕試合は特別視されていることが多い。

## NPB
日本野球機構 (NPB) 管轄のプロ野球の開幕戦には、各球団ともエースと呼ばれる投手を筆頭に、球団の代表投手を先発させる例が比較的多く、投手にとっても開幕投手に指名されるのは名誉なことであるとされる。そのため新人選手が選ばれることは稀である。それでも1950年代には毎年のように新人選手の開幕投手が登場していたが、それ以降は1962年の城之内邦雄（巨人）、ドラフト制施行後は1984年の高野光（ヤクルト）、2013年の則本昂大（楽天）、2022年の北山亘基（日本ハム）の4人のみとなっている。
NPBにおいては、金田正一（国鉄・巨人）と鈴木啓示（近鉄）の14回が開幕投手の最多記録で、鈴木の挙げた開幕戦9勝は日本記録である。また、山田久志（阪急）の12年連続開幕投手（1975年 - 1986年）及び5年連続開幕戦勝利も日本記録となっている。
NPB史上において、最年長の開幕投手は1998年の大野豊（広島）で42歳7か月。最年少の開幕投手は1952年の大田垣喜夫（広島）で18歳5か月。

### 歴代開幕投手

#### 1リーグ制（1936年春夏季 - 1944年）
| シーズン | 巨人          | 大阪       | 名古屋   | 金鯱       | 東京セネタース | 大東京     | 阪急       |            |            |
| -------- | ------------- | ---------- | -------- | ---------- | -------------- | ---------- | ---------- | ---------- | ---------- |
| 1936春夏 | 沢村栄治      | 藤村富美男 | 牧野潔   | 古谷倉之助 | 野口明         | 近藤久     | 宮武三郎   |            |            |
| 1936秋   | 沢村栄治      | 若林忠志   | 加藤智男 | 内藤幸三   | 野口明         | 桜井七之助 | 北井正雄   |            |            |
| シーズン | 巨人          | 大阪       | 名古屋   | 金鯱       | 東京セネタース | 大東京     | 阪急       |            | イーグルス |
| 1937春   | 沢村栄治      | 景浦将     | 森井茂   | 古谷倉之助 | 野口明         | 遠藤忠二郎 | 石田光彦   |            | 畑福俊英   |
| シーズン | 巨人          | 大阪       | 名古屋   | 金鯱       | 東京セネタース | ライオン   | 阪急       |            | イーグルス |
| 1937秋   | 沢村栄治      | 若林忠志   | 森井茂   | 鈴木鶴雄   | 野口明         | 菊矢吉男   | 石田光彦   |            | 藤野文三郎 |
| 1938春   | V.スタルヒン  | 御園生崇男 | 松尾幸造 | 鈴木鶴雄   | 浅岡三郎       | 菊矢吉男   | 宮武三郎   |            | 中河美芳   |
| シーズン | 巨人          | 大阪       | 名古屋   | 金鯱       | 東京セネタース | ライオン   | 阪急       | 南海       | イーグルス |
| 1938秋   | 前川八郎      | 青木正一   | 森井茂   | 中山正嘉   | 村沢秀雄       | 近藤久     | 小田野柏   | 鈴木芳太郎 | 亀田忠     |
| 1939     | 川上哲治      | 若林忠志   | 松尾幸造 | 古谷倉之助 | 浅岡三郎       | 菊矢吉男   | 浅野勝三郎 | 政野岩夫   | 亀田忠     |
| 1940     | V・スタルヒン | 木下勇     | 村松幸雄 | 中山正嘉   | 金子裕         | 福士勇     | 重松通雄   | 清水秀雄   | 亀田忠     |
| シーズン | 巨人          | 阪神       | 名古屋   | 大洋軍     | 大洋軍         | 朝日       | 阪急       | 南海       | 黒鷲       |
| 1941     | 須田博        | 若林忠志   | 森井茂   | 三富恒雄   | 三富恒雄       | 菊矢吉男   | 浅野勝三郎 | 神田武夫   | 亀田忠     |
| 1942     | 広瀬習一      | 若林忠志   | 河村章   | 野口二郎   | 野口二郎       | 内藤幸三   | 橋本正吾   | 神田武夫   | 石原繁三   |
| シーズン | 巨人          | 阪神       | 名古屋   | 西鉄軍     | 西鉄軍         | 朝日       | 阪急       | 南海       | 大和       |
| 1943     | 須田博        | 三輪八郎   | 松尾幸造 | 野口二郎   | 野口二郎       | 林安夫     | 天保義夫   | 清水秀雄   | 片山栄次   |
| シーズン | 巨人          | 阪神       | 産業     |            |                | 朝日       | 阪急       | 南海       |            |
| 1944     | 藤本英雄      | 若林忠志   | 森井茂   |            |                | 内藤幸三   | 笠松実     | 清水秀雄   |            |

#### 1リーグ制（1946年 - 1949年）
| 年   | 巨人       | 阪神       | 中部日本 | パシフィック | 阪急       | グレートリング | セネタース | ゴールドスター |
| ---- | ---------- | ---------- | -------- | ------------ | ---------- | -------------- | ---------- | -------------- |
| 1946 | 近藤貞雄   | 渡辺誠太郎 | 森井茂   | 井筒研一     | 天保義夫   | 松川博爾       | 一言多十   | 石田光彦       |
| 年   | 巨人       | 大阪       | 中日     | 太陽         | 阪急       | グレートリング | 東急       | 金星           |
| 1947 | 川崎徳次   | 若林忠志   | 松尾幸造 | 池田善蔵     | 天保義夫   | 別所昭         | 白木義一郎 | 江田孝         |
| 年   | 巨人       | 大阪       | 中日     | 大陽         | 阪急       | 南海           | 急映       | 金星           |
| 1948 | 川崎徳次   | 御園生崇男 | 服部受弘 | 真田重蔵     | 天保義夫   | 別所昭         | 吉江英四郎 | 木場巌         |
| 年   | 巨人       | 大阪       | 中日     | 大陽         | 阪急       | 南海           | 東急       | 大映           |
| 1949 | 多田文久三 | 若林忠志   | 服部受弘 | 井筒研一     | 今西錬太郎 | 柚木進         | 白木義一郎 | V.スタルヒン   |

#### 2リーグ13 - 15球団制（1950年 - 1957年）
| 年   | 巨人     | 大阪     | 中日     | 大洋       | 国鉄       | 広島       | 松竹     | 西日本   | 南海     | 西鉄     | 阪急     | 東急       | 毎日     | 近鉄     | 大映     |          |
| ---- | -------- | -------- | -------- | ---------- | ---------- | ---------- | -------- | -------- | -------- | -------- | -------- | ---------- | -------- | -------- | -------- | -------- |
| 1950 | 藤本英雄 | 内山清   | 清水秀雄 | 今西錬太郎 | 成田啓二   | 内藤幸三   | 小林恒夫 | 緒方俊明 | 柚木進   | 木下勇   | 天保義夫 | 白木義一郎 | 榎原好   | 黒尾重明 | 小川善治 |          |
| 年   | 巨人     | 大阪     | 名古屋   | 大洋       | 国鉄       | 広島       | 松竹     |          | 南海     | 西鉄     | 阪急     | 東急       | 毎日     | 近鉄     | 大映     |          |
| 1951 | 別所毅彦 | 内山清   | 近藤貞雄 | 高野裕良   | 田原基稔   | 杉浦竜太郎 | 井筒研一 |          | 江藤正   | 武末悉昌 | 天保義夫 | 米川泰夫   | 星野武男 | 関根潤三 | 姫野好治 |          |
| 1952 | 藤本英雄 | 三船正俊 | 大島信雄 | 高野裕良   | 金田正一   | 大田垣喜夫 | 荻原隆   |          | 江藤正   | 川崎徳次 | 天保義夫 | 寺川昭二   | 野村武史 | 沢藤光郎 | 林義一   |          |
| 年   | 巨人     | 大阪     | 名古屋   | 洋松       | 国鉄       | 広島       |          |          | 南海     | 西鉄     | 阪急     | 東急       | 毎日     | 近鉄     | 大映     |          |
| 1953 | 別所毅彦 | 藤村隆男 | 杉下茂   | 江田貢一   | 宮地惟友   | 長谷川良平 |          |          | 柚木進   | 川崎徳次 | 柴田英治 | 米川泰夫   | 野村武史 | 関根潤三 | 林義一   |          |
| 年   | 巨人     | 大阪     | 中日     | 洋松       | 国鉄       | 広島       |          |          | 南海     | 西鉄     | 阪急     | 東映       | 毎日     | 近鉄     | 大映     | 高橋     |
| 1954 | 大友工   | 小山正明 | 石川克彦 | 権藤正利   | 金田正一   | 長谷川良平 |          |          | 大神武俊 | 太田正男 | 梶本隆夫 | 米川泰夫   | 清水宏員 | 田中文雄 | 林義一   | 滝良彦   |
| 年   | 巨人     | 大阪     | 中日     | 大洋       | 国鉄       | 広島       |          |          | 南海     | 西鉄     | 阪急     | 東映       | 毎日     | 近鉄     | 大映     | トンボ   |
| 1955 | 別所毅彦 | 西村一孔 | 石川克彦 | 権藤正利   | 金田正一   | 長谷川良平 |          |          | 柚木進   | 長坂衛   | 柴田英治 | 米川泰夫   | 荒巻淳   | 武智文雄 | 林義一   | 野村武史 |
| 年   | 巨人     | 大阪     | 中日     | 大洋       | 国鉄       | 広島       |          |          | 南海     | 西鉄     | 阪急     | 東映       | 毎日     | 近鉄     | 大映     | 高橋     |
| 1956 | 別所毅彦 | 小山正明 | 杉下茂   | 江田孝     | 金田正一   | 長谷川良平 |          |          | 柚木進   | 河村久文 | 梶本隆夫 | 牧野伸     | 荒巻淳   | 武智文雄 | 林義一   | 伊藤四郎 |
| 年   | 巨人     | 大阪     | 中日     | 大洋       | 国鉄       | 広島       |          |          | 南海     | 西鉄     | 阪急     | 東映       | 毎日     | 近鉄     | 大映     |          |
| 1957 | 大友工   | 西尾慈高 | 伊奈努   | 大石正彦   | 田所善治郎 | 長谷川良平 |          |          | 野母得見 | 島原幸雄 | 梶本隆夫 | 米川泰夫   | 植村義信 | 武智文雄 | 森口哲夫 |          |

#### 2リーグ12球団制（1958年 - 2004年）
| 年   | 巨人       | 大阪       | 中日       | 大洋       | 国鉄       | 広島       | 南海         | 西鉄     | 阪急       | 東映       | 大毎       | 近鉄           |
| ---- | ---------- | ---------- | ---------- | ---------- | ---------- | ---------- | ------------ | -------- | ---------- | ---------- | ---------- | -------------- |
| 1958 | 藤田元司   | 渡辺省三   | 中山俊丈   | 大石正彦   | 金田正一   | 長谷川良平 | 杉浦忠       | 河村久文 | 梶本隆夫   | 牧野伸     | 荒巻淳     | 山下登         |
| 1959 | 伊藤芳明   | 小山正明   | 伊奈努     | 鈴木隆     | 金田正一   | 備前喜夫   | 杉浦忠       | 島原幸雄 | 米田哲也   | 土橋正幸   | 荒巻淳     | 大津守         |
| 1960 | 伊藤芳明   | 村山実     | 伊奈努     | 幸田優     | 金田正一   | 備前喜夫   | 杉浦忠       | 稲尾和久 | 梶本隆夫   | 土橋正幸   | 小野正一   | 大津守         |
| 年   | 巨人       | 阪神       | 中日       | 大洋       | 国鉄       | 広島       | 南海         | 西鉄     | 阪急       | 東映       | 大毎       | 近鉄           |
| 1961 | 中村稔     | 小山正明   | 板東英二   | 秋山登     | 北川芳男   | 河村英文   | J.スタンカ   | 稲尾和久 | 米田哲也   | 久保田治   | 小野正一   | 蔦行雄         |
| 1962 | 城之内邦雄 | 小山正明   | 柿本実     | 島田源太郎 | 金田正一   | 大石清     | J.スタンカ   | 稲尾和久 | 石井茂雄   | 富永格郎   | 坂井勝二   | 板東里視       |
| 1963 | 伊藤芳明   | 小山正明   | 河村保彦   | 稲川誠     | 金田正一   | 大石清     | J.スタンカ   | 稲尾和久 | 梶本隆夫   | 土橋正幸   | 小野正一   | 徳久利明       |
| 年   | 巨人       | 阪神       | 中日       | 大洋       | 国鉄       | 広島       | 南海         | 西鉄     | 阪急       | 東映       | 東京       | 近鉄           |
| 1964 | 高橋明     | 村山実     | 河村保彦   | 稲川誠     | 金田正一   | 池田英俊   | 三浦清弘     | 田中勉   | 米田哲也   | 久保田治   | 堀本律雄   | 久保征弘       |
| 1965 | 金田正一   | G.バッキー | 柿本実     | 稲川誠     | 村田元一   | 大石清     | 杉浦忠       | 田中勉   | 足立光宏   | 久保田治   | 小山正明   | 徳久利明       |
| 年   | 巨人       | 阪神       | 中日       | 大洋       | サンケイ   | 広島       | 南海         | 西鉄     | 阪急       | 東映       | 東京       | 近鉄           |
| 1966 | 金田正一   | 村山実     | 山中巽     | 秋山登     | 渋谷誠司   | 池田英俊   | 森中千香良   | 田中勉   | 石井茂雄   | 尾崎行雄   | 妻島芳郎   | 徳久利明       |
| 1967 | 城之内邦雄 | 村山実     | 小川健太郎 | 森中千香良 | 村田元一   | 安仁屋宗八 | 皆川睦男     | 田中勉   | 米田哲也   | 森安敏明   | 小山正明   | 鈴木啓示       |
| 1968 | 金田正一   | 村山実     | 小川健太郎 | 森中千香良 | 石戸四六   | 大石弥太郎 | 皆川睦男     | 池永正明 | 石井茂雄   | 森安敏明   | 坂井勝二   | 鈴木啓示       |
| 年   | 巨人       | 阪神       | 中日       | 大洋       | アトムズ   | 広島       | 南海         | 西鉄     | 阪急       | 東映       | ロッテ     | 近鉄           |
| 1969 | 金田正一   | 江夏豊     | 小川健太郎 | 平岡一郎   | 河村保彦   | 安仁屋宗八 | 泉嘉郎       | 与田順欣 | 米田哲也   | 高橋善正   | 坂井勝二   | 鈴木啓示       |
| 年   | 巨人       | 阪神       | 中日       | 大洋       | ヤクルト   | 広島       | 南海         | 西鉄     | 阪急       | 東映       | ロッテ     | 近鉄           |
| 1970 | 高橋一三   | 江夏豊     | 小川健太郎 | 平松政次   | 石岡康三   | 外木場義郎 | 西岡三四郎   | 池永正明 | 米田哲也   | 森安敏明   | 木樽正明   | 鈴木啓示       |
| 1971 | 渡辺秀武   | 江夏豊     | 伊藤久敏   | 平松政次   | 松岡弘     | 大石弥太郎 | 西岡三四郎   | 高橋明   | 米田哲也   | 金田留広   | 木樽正明   | 鈴木啓示       |
| 1972 | 堀内恒夫   | 古沢憲司   | 水谷寿伸   | 山下律夫   | 松岡弘     | 白石靜生   | 西岡三四郎   | 高橋明   | 足立光宏   | 藤原真     | 成田文男   | 鈴木啓示       |
| 年   | 巨人       | 阪神       | 中日       | 大洋       | ヤクルト   | 広島       | 南海         | 太平洋   | 阪急       | 日拓       | ロッテ     | 近鉄           |
| 1973 | 堀内恒夫   | 江夏豊     | 稲葉光雄   | 平松政次   | 松岡弘     | 外木場義郎 | 江本孟紀     | 加藤初   | 足立光宏   | 金田留広   | 木樽正明   | 鈴木啓示       |
| 年   | 巨人       | 阪神       | 中日       | 大洋       | ヤクルト   | 広島       | 南海         | 太平洋   | 阪急       | 日本ハム   | ロッテ     | 近鉄           |
| 1974 | 高橋一三   | 江夏豊     | 星野仙一   | 平松政次   | 松岡弘     | 佐伯和司   | 江本孟紀     | 三浦清弘 | 竹村一義   | 渡辺秀武   | 成田文男   | 鈴木啓示       |
| 1975 | 堀内恒夫   | 江夏豊     | 松本幸行   | 平松政次   | 松岡弘     | 外木場義郎 | 江本孟紀     | 東尾修   | 山田久志   | 高橋直樹   | 村田兆治   | 神部年男       |
| 1976 | 堀内恒夫   | 古沢憲司   | 星野仙一   | 平松政次   | 松岡弘     | 外木場義郎 | 山内新一     | 東尾修   | 山田久志   | 高橋直樹   | 村田兆治   | 神部年男       |
| 年   | 巨人       | 阪神       | 中日       | 大洋       | ヤクルト   | 広島       | 南海         | クラウン | 阪急       | 日本ハム   | ロッテ     | 近鉄           |
| 1977 | 堀内恒夫   | 江本孟紀   | 松本幸行   | 渡辺秀武   | 松岡弘     | 外木場義郎 | 山内新一     | 東尾修   | 山田久志   | 高橋直樹   | 村田兆治   | 鈴木啓示       |
| 1978 | 堀内恒夫   | 江本孟紀   | 星野仙一   | 平松政次   | 安田猛     | 高橋里志   | 山内新一     | 山下律夫 | 山田久志   | 佐伯和司   | 村田兆治   | 鈴木啓示       |
| 年   | 巨人       | 阪神       | 中日       | 大洋       | ヤクルト   | 広島       | 南海         | 西武     | 阪急       | 日本ハム   | ロッテ     | 近鉄           |
| 1979 | 新浦寿夫   | 江本孟紀   | 星野仙一   | 平松政次   | 松岡弘     | 福士明夫   | 藤田学       | 東尾修   | 山田久志   | 高橋直樹   | 村田兆治   | 鈴木啓示       |
| 1980 | 江川卓     | 小林繁     | 藤沢公也   | 平松政次   | 鈴木康二朗 | 池谷公二郎 | 山内新一     | 東尾修   | 山田久志   | 高橋直樹   | 村田兆治   | 鈴木啓示       |
| 1981 | 西本聖     | 小林繁     | 三沢淳     | 斉藤明夫   | 松岡弘     | 池谷公二郎 | 山内新一     | 東尾修   | 山田久志   | 高橋一三   | 村田兆治   | 柳田豊         |
| 1982 | 江川卓     | 小林繁     | 小松辰雄   | 斉藤明夫   | 鈴木康二朗 | 北別府学   | 山内新一     | 森繁和   | 山田久志   | 高橋一三   | 村田兆治   | 柳田豊         |
| 1983 | 西本聖     | 小林繁     | 小松辰雄   | 遠藤一彦   | 尾花高夫   | 北別府学   | 山内孝徳     | 高橋直樹 | 山田久志   | 工藤幹夫   | 水谷則博   | 谷宏明         |
| 1984 | 江川卓     | 野村収     | 鈴木孝政   | 遠藤一彦   | 高野光     | 北別府学   | 山内和宏     | 東尾修   | 山田久志   | 田中幸雄   | 水谷則博   | 鈴木啓示       |
| 1985 | 西本聖     | 池田親興   | 小松辰雄   | 遠藤一彦   | 梶間健一   | 大野豊     | 山内孝徳     | 東尾修   | 山田久志   | 津野浩     | 深沢恵雄   | 鈴木啓示       |
| 1986 | 江川卓     | 池田親興   | 郭源治     | 遠藤一彦   | 荒木大輔   | 北別府学   | 山内孝徳     | 東尾修   | 山田久志   | 津野浩     | 村田兆治   | 村田辰美       |
| 1987 | 西本聖     | M.キーオ   | 杉本正     | 遠藤一彦   | 荒木大輔   | 北別府学   | 山内孝徳     | 東尾修   | 佐藤義則   | 津野浩     | 村田兆治   | 村田辰美       |
| 1988 | 桑田真澄   | 仲田幸司   | 小松辰雄   | 欠端光則   | 尾花高夫   | 北別府学   | 西川佳明     | 工藤公康 | 佐藤義則   | 西崎幸広   | 村田兆治   | 阿波野秀幸     |
| 年   | 巨人       | 阪神       | 中日       | 大洋       | ヤクルト   | 広島       | ダイエー     | 西武     | オリックス | 日本ハム   | ロッテ     | 近鉄           |
| 1989 | 桑田真澄   | 仲田幸司   | 小野和幸   | 斉藤明夫   | 尾花高夫   | 北別府学   | 山内孝徳     | 工藤公康 | 佐藤義則   | 西崎幸広   | 村田兆治   | 阿波野秀幸     |
| 1990 | 斎藤雅樹   | 中西清起   | 西本聖     | 中山裕章   | 内藤尚行   | 大野豊     | 藤本修二     | 渡辺久信 | 星野伸之   | 西崎幸広   | 村田兆治   | 阿波野秀幸     |
| 1991 | 槙原寛己   | 野田浩司   | 小松辰雄   | 中山裕章   | 内藤尚行   | 長冨浩志   | 村田勝喜     | 渡辺久信 | 佐藤義則   | 西崎幸広   | 小宮山悟   | 阿波野秀幸     |
| 1992 | 槙原寛己   | 葛西稔     | 郭源治     | 野村弘樹   | 西村龍次   | 川口和久   | 村田勝喜     | 工藤公康 | 星野伸之   | 柴田保光   | 小宮山悟   | 小野和義       |
| 年   | 巨人       | 阪神       | 中日       | 横浜       | ヤクルト   | 広島       | ダイエー     | 西武     | オリックス | 日本ハム   | ロッテ     | 近鉄           |
| 1993 | 斎藤雅樹   | 仲田幸司   | 今中慎二   | 有働克也   | 西村龍次   | 北別府学   | 村田勝喜     | 渡辺久信 | 星野伸之   | 西崎幸広   | 小宮山悟   | 野茂英雄       |
| 1994 | 斎藤雅樹   | 湯舟敏郎   | 今中慎二   | 有働克也   | 川崎憲次郎 | 北別府学   | 吉田豊彦     | 郭泰源   | 星野伸之   | 西崎幸広   | 小宮山悟   | 野茂英雄       |
| 1995 | 斎藤雅樹   | 湯舟敏郎   | 今中慎二   | 野村弘樹   | 岡林洋一   | 佐々岡真司 | 工藤公康     | 郭泰源   | 佐藤義則   | 西崎幸広   | 伊良部秀輝 | 山崎慎太郎     |
| 1996 | 斎藤雅樹   | 藪恵壹     | 今中慎二   | 盛田幸希   | T.ブロス   | 大野豊     | 工藤公康     | 新谷博   | 星野伸之   | 岩本勉     | 園川一美   | 高村祐         |
| 1997 | 斎藤雅樹   | 川尻哲郎   | 山本昌     | 盛田幸希   | T.ブロス   | 山内泰幸   | 武田一浩     | 西口文也 | 星野伸之   | 西崎幸広   | 小宮山悟   | 高村祐         |
| 1998 | 桑田真澄   | 藪恵壹     | 山本昌     | 川村丈夫   | 石井一久   | 大野豊     | 工藤公康     | 西口文也 | 星野伸之   | 岩本勉     | 小宮山悟   | 高村祐         |
| 1999 | B.ガルベス | 藪恵壹     | 川上憲伸   | 三浦大輔   | 石井一久   | N.ミンチー | 西村龍次     | 西口文也 | 小林宏     | 岩本ツトム | 黒木知宏   | 岡本晃         |
| 2000 | 上原浩治   | 星野伸之   | 野口茂樹   | 川村丈夫   | 石井一久   | 佐々岡真司 | 西村龍次     | 松坂大輔 | 小林宏     | 岩本ツトム | 黒木知宏   | B.ウォルコット |
| 2001 | 上原浩治   | 星野伸之   | 山本昌     | 小宮山悟   | 石井一久   | 佐々岡真司 | 西村龍次     | 松坂大輔 | 金田政彦   | 金村曉     | 黒木知宏   | 門倉健         |
| 2002 | 上原浩治   | 井川慶     | 山本昌     | 三浦大輔   | 藤井秀悟   | 佐々岡真司 | 田之上慶三郎 | 松坂大輔 | E.ヤーナル | 岩本勉     | N.ミンチー | S.バーグマン   |
| 2003 | 上原浩治   | 井川慶     | 川上憲伸   | 吉見祐治   | K.ホッジス | 黒田博樹   | 斉藤和巳     | 松坂大輔 | 吉井理人   | C.ミラバル | N.ミンチー | J・パウエル    |
| 2004 | 上原浩治   | 井川慶     | 川崎憲次郎 | 三浦大輔   | J.ベバリン | 黒田博樹   | 斉藤和巳     | 松坂大輔 | 具臺晟     | 金村曉     | 清水直行   | 岩隈久志       |

#### 2リーグ12球団制（2005年 - ）
| 年   | 巨人             | 阪神             | 中日         | 横浜         | ヤクルト     | 広島         | ソフトバンク | 西武         | オリックス   | 日本ハム       | ロッテ   | 楽天     |
| ---- | ---------------- | ---------------- | ------------ | ------------ | ------------ | ------------ | ------------ | ------------ | ------------ | -------------- | -------- | -------- |
| 2005 | 上原浩治         | 井川慶           | 川上憲伸     | 三浦大輔     | 石川雅規     | 黒田博樹     | 和田毅       | 松坂大輔     | 川越英隆     | C.ミラバル     | 清水直行 | 岩隈久志 |
| 2006 | 上原浩治         | 井川慶           | 川上憲伸     | 三浦大輔     | 石川雅規     | 黒田博樹     | 斉藤和巳     | 西口文也     | 川越英隆     | 金村曉         | 久保康友 | 一場靖弘 |
| 2007 | 内海哲也         | 下柳剛           | 川上憲伸     | 三浦大輔     | 石井一久     | 黒田博樹     | 斉藤和巳     | 西口文也     | 川越英隆     | ダルビッシュ有 | 清水直行 | 岩隈久志 |
| 2008 | 高橋尚成         | 安藤優也         | 川上憲伸     | 寺原隼人     | 石川雅規     | 大竹寛       | 杉内俊哉     | 涌井秀章     | 金子千尋     | ダルビッシュ有 | 小林宏之 | 岩隈久志 |
| 2009 | S.グライシンガー | 安藤優也         | 浅尾拓也     | 三浦大輔     | 石川雅規     | C.ルイス     | 和田毅       | 涌井秀章     | 小松聖       | ダルビッシュ有 | 清水直行 | 岩隈久志 |
| 2010 | 内海哲也         | 安藤優也         | 吉見一起     | S.ランドルフ | 石川雅規     | 前田健太     | 杉内俊哉     | 涌井秀章     | 金子千尋     | ダルビッシュ有 | 成瀬善久 | 岩隈久志 |
| 2011 | 東野峻           | 能見篤史         | M.ネルソン   | 山本省吾     | 石川雅規     | 前田健太     | 和田毅       | 涌井秀章     | 木佐貫洋     | ダルビッシュ有 | 成瀬善久 | 岩隈久志 |
| 年   | 巨人             | 阪神             | 中日         | DeNA         | ヤクルト     | 広島         | ソフトバンク | 西武         | オリックス   | 日本ハム       | ロッテ   | 楽天     |
| 2012 | 内海哲也         | 能見篤史         | 吉見一起     | 高崎健太郎   | 石川雅規     | 前田健太     | 攝津正       | 涌井秀章     | A.フィガロ   | 斎藤佑樹       | 成瀬善久 | 田中将大 |
| 2013 | 宮國椋丞         | R.メッセンジャー | 吉見一起     | 藤井秀悟     | 館山昌平     | B.バリントン | 攝津正       | 岸孝之       | 金子千尋     | 武田勝         | 成瀬善久 | 則本昂大 |
| 2014 | 菅野智之         | 能見篤史         | 川上憲伸     | 三嶋一輝     | 小川泰弘     | 前田健太     | 攝津正       | 岸孝之       | 金子千尋     | 吉川光夫       | 成瀬善久 | 則本昂大 |
| 2015 | 菅野智之         | R.メッセンジャー | 山井大介     | 久保康友     | 小川泰弘     | 前田健太     | 攝津正       | 牧田和久     | B.ディクソン | 大谷翔平       | 涌井秀章 | 則本昂大 |
| 2016 | 菅野智之         | R.メッセンジャー | 大野雄大     | 井納翔一     | 小川泰弘     | K.ジョンソン | 攝津正       | 菊池雄星     | 金子千尋     | 大谷翔平       | 涌井秀章 | 則本昂大 |
| 2017 | M.マイコラス     | R.メッセンジャー | 大野雄大     | 石田健大     | 石川雅規     | K.ジョンソン | 和田毅       | 菊池雄星     | 金子千尋     | 有原航平       | 涌井秀章 | 美馬学   |
| 2018 | 菅野智之         | R.メッセンジャー | 小笠原慎之介 | 石田健大     | D.ブキャナン | 野村祐輔     | 千賀滉大     | 菊池雄星     | 西勇輝       | B.ロドリゲス   | 涌井秀章 | 則本昂大 |
| 2019 | 菅野智之         | R.メッセンジャー | 笠原祥太郎   | 今永昇太     | 小川泰弘     | 大瀬良大地   | 千賀滉大     | 多和田真三郎 | 山岡泰輔     | 上沢直之       | 石川歩   | 岸孝之   |
| 2020 | 菅野智之         | 西勇輝           | 大野雄大     | 今永昇太     | 石川雅規     | 大瀬良大地   | 東浜巨       | Z.ニール     | 山岡泰輔     | 有原航平       | 石川歩   | 則本昂大 |
| 2021 | 菅野智之         | 藤浪晋太郎       | 福谷浩司     | 濵口遥大     | 小川泰弘     | 大瀬良大地   | 石川柊太     | 髙橋光成     | 山本由伸     | 上沢直之       | 二木康太 | 涌井秀章 |
| 2022 | 菅野智之         | 藤浪晋太郎       | 大野雄大     | 東克樹       | 小川泰弘     | 大瀬良大地   | 千賀滉大     | 髙橋光成     | 山本由伸     | 北山亘基       | 石川歩   | 則本昂大 |
| 2023 | T.ビーディ       | 青柳晃洋         | 小笠原慎之介 | 石田健大     | 小川泰弘     | 大瀬良大地   | 大関友久     | 髙橋光成     | 山下舜平大   | 加藤貴之       | 小島和哉 | 田中将大 |
| 2024 | 戸郷翔征         | 青柳晃洋         | 柳裕也       | 東克樹       | サイスニード | 九里亜蓮     | 有原航平     | 今井達也     | 宮城大弥     | 伊藤大海       | 小島和哉 | 早川隆久 |
| 2025 | 戸郷翔征         | 村上頌樹         | 髙橋宏斗     | 東克樹       | 奥川恭伸     | 森下暢仁     | 有原航平     | 今井達也     | 宮城大弥     | 金村尚真       | 小島和哉 | 早川隆久 |

### エピソード

#### チーム
- 1960年の大洋ホエールズの開幕投手は本来秋山登が務める予定だったが、中日ドラゴンズとの開幕試合前の練習中に中日コーチの牧野茂のノックバットが秋山の顔面に直撃し昏倒。投げられる状態ではなくなってしまった為、急遽幸田優が開幕投手となった。この他にも、本来開幕投手の予定と公言された投手がその後負傷し、別の投手を開幕投手に起用したケースがいくつか存在する。
- 1970年の開幕投手のうち、中日の小川健太郎、西鉄ライオンズの池永正明、東映フライヤーズの森安敏明の3人はいずれも黒い霧事件の影響でシーズン中に永久失格処分を受け、阪神の江夏豊はシーズン後に戒告処分を受けた。西鉄からはその前年の開幕投手の与田順欣も永久失格処分を受けている。また、1991年の横浜大洋ホエールズの開幕投手の中山裕章もこのシーズン終了後に不祥事が発覚し、プロ野球を一時去った（1994年に中日で復帰）。
- 1996年の千葉ロッテマリーンズは、前年1995年から2年連続で当初務める予定だった伊良部秀輝が故障で登板回避になり、開幕3連戦の他のローテーションは動かせないということで、小宮山悟やエリック・ヒルマンではなく、4番手の園川一美を開幕投手に起用した（開幕2日前に急遽決まった）。その際に対戦相手の福岡ダイエーホークス監督の王貞治に読みを外された悔しさもあって「開幕投手には格というものがあるだろう」と言われてしまった。ただ、試合は園川は勝利投手にはなれなかったものの、ロッテは勝利した。
- 2004年の中日ドラゴンズは、本来なら川上憲伸が開幕投手最有力だったが、3年間一軍登板実績がなかった川崎憲次郎を開幕投手に起用した。この年監督に就任した落合博満が補強なしの全選手横一線のチームに刺激を与えることと、先発投手の情報漏洩がないかどうかを確認するための起用だったという。この起用は投手起用を基本的にヘッドコーチの森繁和に任せていた落合が、監督生活で唯一自ら決めた投手起用であったという。川上は第3戦に先発した[4]。
- 2006年の千葉ロッテマリーンズは、対福岡ソフトバンクホークス戦において、先発3本柱である清水直行、渡辺俊介、小林宏之をWBCに供出し、ボビー・バレンタイン監督の意向でWBC出場の投手は開幕カードを休ませることにしたため、前年度の新人王である、プロ2年目の久保康友を開幕投手に抜擢した。同様の理由で他の年も先発主力投手がWBCに出場したため別の投手を開幕投手に起用した球団がいくつか存在する。

#### 個人
- 2リーグ分裂後「同一投手による複数球団での開幕投手」は渡辺秀武（巨人・日本ハム・大洋）と涌井秀章（西武・ロッテ・楽天）の3球団が最多。特に涌井は西武で5度、ロッテで4度務めており「複数球団で複数回の開幕投手」も達成している。2021年には楽天でも開幕投手を務めて勝利投手となり、史上初の3球団で開幕戦勝利を記録している。
- 読売ジャイアンツの斎藤雅樹は、1993年から1997年まで5年連続で開幕投手を務め、1994年からは3年連続完封勝利。1997年の開幕戦はヤクルトスワローズ戦で、小早川毅彦に3打席連続本塁打を打たれ、敗戦投手となる。
- 西村龍次が開幕投手を務めるとその年はチームが優勝するジンクスがあり、西村はダイエー時代に3年連続で開幕投手に起用された。特に2000年は登板機会が開幕戦のみでシーズン0勝だったにもかかわらず、翌2001年の開幕投手に起用されている（ただし、西村はヤクルトスワローズ時代に15勝を挙げリーグ最多完封を記録するなど実績は有している）。
- 横浜ベイスターズの三浦大輔は、2005年には最優秀防御率を獲得、通算でも7度の2桁勝利を挙げるなどの活躍をしているにもかかわらず、開幕戦に限っては7戦全敗と相性が悪かった。2007年には対読売ジャイアンツ戦において、初回先頭打者である高橋由伸に投じた初球で本塁打を打たれた。

#### 考え方
- 岡田彰布によると、開幕投手を指名するタイミングは、チームや監督によってさまざまであり、「春季キャンプ前（オフシーズンのうち）に指名」「春季キャンプ中に指名」「開幕直前に指名」と3つのパターンがあるという[5]。これは、開幕戦に対する考え方として、「シーズン全体のうちの1試合」ととらえるか、「最も重要な試合」ととらえるかによって異なるとのことである[5]。なお、岡田自身は、開幕戦は「最も重要な試合」という考えを持っていることから、開幕投手は「小細工も奇襲もせず、うちのチームは今季はこの選手をエースとして使い続ける」という明確なメッセージを込めて起用するとのことであり、実際、阪神、オリックス時代を通して、原則として「春季キャンプ期間中の早い段階」で開幕投手を指名したとのことである[5]。これにより、当該選手が開幕戦から逆算した調整ができることと共に、本人の士気の向上、及び、周囲に対するプラスの刺激の創出にもつながり、それがチーム力を向上させることになると述べている[5]。そのため、2017年シーズンに、DeNAのアレックス・ラミレス監督が、春季キャンプを待たずして石田健大を開幕投手に指名した姿勢を高く評価しているという[5][6]。もっとも、オープン戦開幕を待たずして、早い段階で開幕投手を決めることにはリスクもあるとのこととも述べており、実際、岡田自身、オリックス時代の2012年シーズンに、開幕投手に指名されていた金子千尋が、故障及びそれに伴う調整遅れになったことから開幕投手の回避に追い込まれて（代役はアルフレッド・フィガロが務めた）、それがこのシーズンの終了を待たずしての（実質的な）解任へとつながったと述べている[5]。

## MLB

### 記録
MLBにおける開幕投手の回数。
| 順位 | 回数 | 選手名                     | 最終記録年 | 球団                         |
| ---- | ---- | -------------------------- | ---------- | ---------------------------- |
| 1    | 16   | トム・シーバー             | 1986年     | 複数                         |
| 2    | 14   | ウォルター・ジョンソン     | 1926年     | ワシントン・セネタース       |
| 2    | 14   | スティーブ・カールトン     | 1986年     | フィラデルフィア・フィリーズ |
| 2    | 14   | ジャック・モリス           | 1990年     | 複数                         |
| 2    | 14   | ランディ・ジョンソン       | 2006年     | 複数                         |
| 6    | 13   | ロビン・ロバーツ           | 1966年     | 複数                         |
| 6    | 13   | ロジャー・クレメンス       | 2003年     | 複数                         |
| 8    | 12   | ピート・アレクサンダー     | 1925年     | 複数                         |
| 8    | 12   | バート・ブライレブン       | 1980年     | 複数                         |
| 8    | 12   | ジャスティン・バーランダー | 2020年     | 複数                         |
| 11   | 11   | ファーガソン・ジェンキンス | 1979年     | 複数                         |
| 11   | 11   | デニス・マルティネス       | 1993年     | 複数                         |
| 11   | 11   | CC・サバシア               | 2014年     | 複数                         |
| 11   | 11   | フェリックス・ヘルナンデス | 2018年     | シアトル・マリナーズ         |

- 太字は現役選手
- 2021年開幕戦終了時点

### エピソード
- クリーブランド・インディアンスのボブ・フェラーは、1940年の開幕戦（対シカゴ・ホワイトソックス）でMLB史上唯一の開幕戦ノーヒットノーランを達成した。
- 2000年3月29日に東京ドームで行われたMLB開幕戦（ニューヨーク・メッツ対シカゴ・カブス）は北米以外での初のMLB公式戦となり、カブスの開幕投手ジョン・リーバーが北米以外での初の勝利投手となった。
- 日本人の開幕投手は、2025年開幕戦終了時点で計10人である。その内訳として、野茂英雄（2000年、2003年、2004年）、松坂大輔（2008年）、黒田博樹（2009年）、田中将大（2015年、2016年、2017年、2019年）、ダルビッシュ有（2017年、2021年、2022年、2024年）、前田健太（2021年）、大谷翔平（2022年）、今永昇太（2025年）、山本由伸（2025年）、菊池雄星（2025年）である。

## 参考資料
- セントラル・リーグ公式サイト内 2013年年度記録集 年度別開幕戦成績